# Itapecerica da Serra
Itapecerica da Serra é um município brasileiro do estado de São Paulo localizado na Região Metropolitana de São Paulo. De acordo com o Censo do IBGE 2022, a população do município é de 158.522 habitantes e a área é de 151,458 km², o que resulta numa densidade demográfica de 1 006,09 hab/km².

## História
Em 1562, por força de um levante armado que culminou em um ataque dos índios da Confederação dos Tamoios à vila de São Paulo de Piratininga (atual cidade de São Paulo) e a outros núcleos de povoamento e colonização portuguesa, a Companhia de Jesus instalou, entre agosto e setembro de 1562, postos de defesa e colonização avançados.
Itapecerica da Serra tem origem em uma aldeia de índios pacificados pelos Jesuítas provavelmente a 3 de setembro de 1562, sob a invocação de Nossa Senhora dos Prazeres, com o propósito de ser um posto avançado de colonização, catequização e de defesa contra ataques indígenas.
No século XVII, o núcleo da população indígena foi consideravelmente aumentado com a vinda dos indígenas trazidos da aldeia de Carapicuíba, trazidos pelo sertanista Afonso Sardinha e deixados sob a posse do Padre Belchior de Pontes para serem convertidos ao catolicismo.
Em 1689, a capela de Itapecerica contava com mais de novecentas almas sob a posse do padre Diogo Machado, da Companhia de Jesus.
Em 1841, Itapecerica foi elevada à categoria de freguesia, tendo, como patrona, Nossa Senhora dos Prazeres e teve como primeiro vigário o padre Bento Pedroso de Camargo, nomeado por dom Manuel Joaquim Gonçalves de Andrade.
Fazia parte do território do antigo município de Santo Amaro, instalado em 7 de abril de 1833 quando foi separado de São Paulo.
Em 8 de maio de 1877 foi elevada a categoria de vila com a denominação de Itapecerica, quando se emancipou do antigo município de Santo Amaro, que em 1935 foi reintegrado e se tornou distrito paulistano.
Em 19 de dezembro de 1906, através da Lei Estadual nº 1.038 Itapecerica foi elevada à categoria de Cidade.
Em 1930, com a construção da Estrada de Ferro Mairinque-Santos (Sorocabana), que passa pela cidade atravessando o bairro da Aldeinha, houve uma certa expansão da economia da cidade.

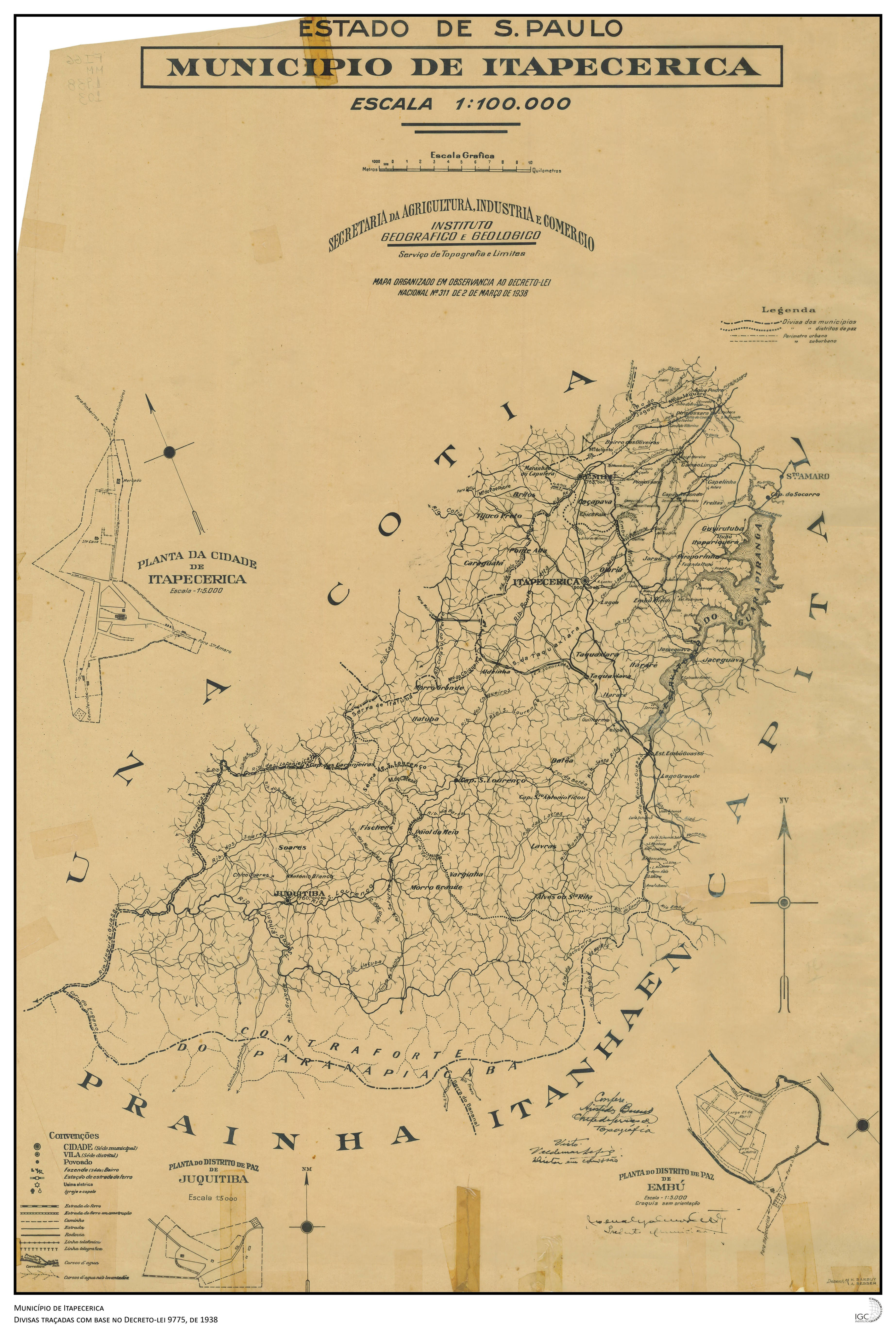
Mapa de Itapecerica (1938).

Em 30 de Novembro de 1944, Itapecerica passou denominar-se Itapecerica "da Serra" para diferenciar-se de sua homônima nas Minas Gerais e por estar na zona fisiográfica de Paranapiacaba.
Em 1959, foi criada a Comarca de Itapecerica da Serra, composta pelos atuais municípios de Embu, Embu-Guaçu, Itapecerica da Serra, Juquitiba, São Lourenço da Serra e Taboão da Serra. (na época eram Distritos da Cidade de Itapecerica da Serra).

### Topônimo
"Itapecerica" é um termo de origem tupi antiga que significa "pedra achatada escorregadia", através da aglutinação dos termos itá ("pedra"), peb ("achatada"), syryk ("escorregadia") e a (sufixo substantivador).

## Demografia

### População
| Crescimento populacional                             | Crescimento populacional | Crescimento populacional | Crescimento populacional |
| Ano                                                  | População Total          |                          | %±                       |
| ---------------------------------------------------- | ------------------------ | ------------------------ | ------------------------ |
| 1890                                                 | 8 406                    |                          | —                        |
| 1900                                                 | 10 480                   |                          | 24,7%                    |
| 1910                                                 | 13 066                   |                          | 24,7%                    |
| 1920                                                 | 11 830                   |                          | −9,5%                    |
| 1925                                                 | 12 204                   |                          | 3,2%                     |
| 1929                                                 | 15 985                   |                          | 31,0%                    |
| 1934                                                 | 12 615                   |                          | −21,1%                   |
| 1937                                                 | 13 487                   |                          | 6,9%                     |
| 1940                                                 | 14 304                   |                          | 6,1%                     |
| 1946                                                 | 18 640                   |                          | 30,3%                    |
| 1950                                                 | 21 924                   |                          | 17,6%                    |
| 1958                                                 | 38 566                   |                          | 75,9%                    |
| 1960                                                 | 24 889                   |                          | −35,5%                   |
| 1970                                                 | 25 314                   |                          | 1,7%                     |
| 1980                                                 | 60 473                   |                          | 138,9%                   |
| 1991                                                 | 93 146                   |                          | 54,0%                    |
| 2000                                                 | 129 685                  |                          | 39,2%                    |
| 2010                                                 | 152 614                  |                          | 17,7%                    |
| 2022                                                 | 158 522                  |                          | 3,9%                     |
| Est. 2024                                            | 163 928                  | [ 8 ]                    | 3,4%                     |
| Fontes: Censos Demográficos IBGE e Estimativas SEADE |                          |                          |                          |

## Geografia
Segundo a última divisão regional feita pelo IBGE fica localizado na Região Geográfica Imediata de São Paulo. Localiza-se na Zona Sudoeste da Grande São Paulo, em conformidade com a lei estadual nº 1.139, de 16 de junho de 2011 e, consequentemente, com o Plano de Desenvolvimento Urbano Integrado da Região Metropolitana de São Paulo (PDUI).

### Rodovias
O principal acesso ao município se dá pela Rodovia Régis Bittencourt (BR 116), que liga São Paulo a Curitiba.

### Ferrovias
- Linha Mairinque-Santos da antiga Estrada de Ferro Sorocabana.[14]

## Infraestrutura

### Comunicações
O sistema de telefones automáticos foi inaugurado na cidade em 1978 pela Telecomunicações de São Paulo (TELESP), que também implantou o sistema de discagem direta à distância (DDD) em 1978 com o código de área (011). Anteriormente a cidade era atendida pela Companhia Telefônica Brasileira (CTB).

## Religião

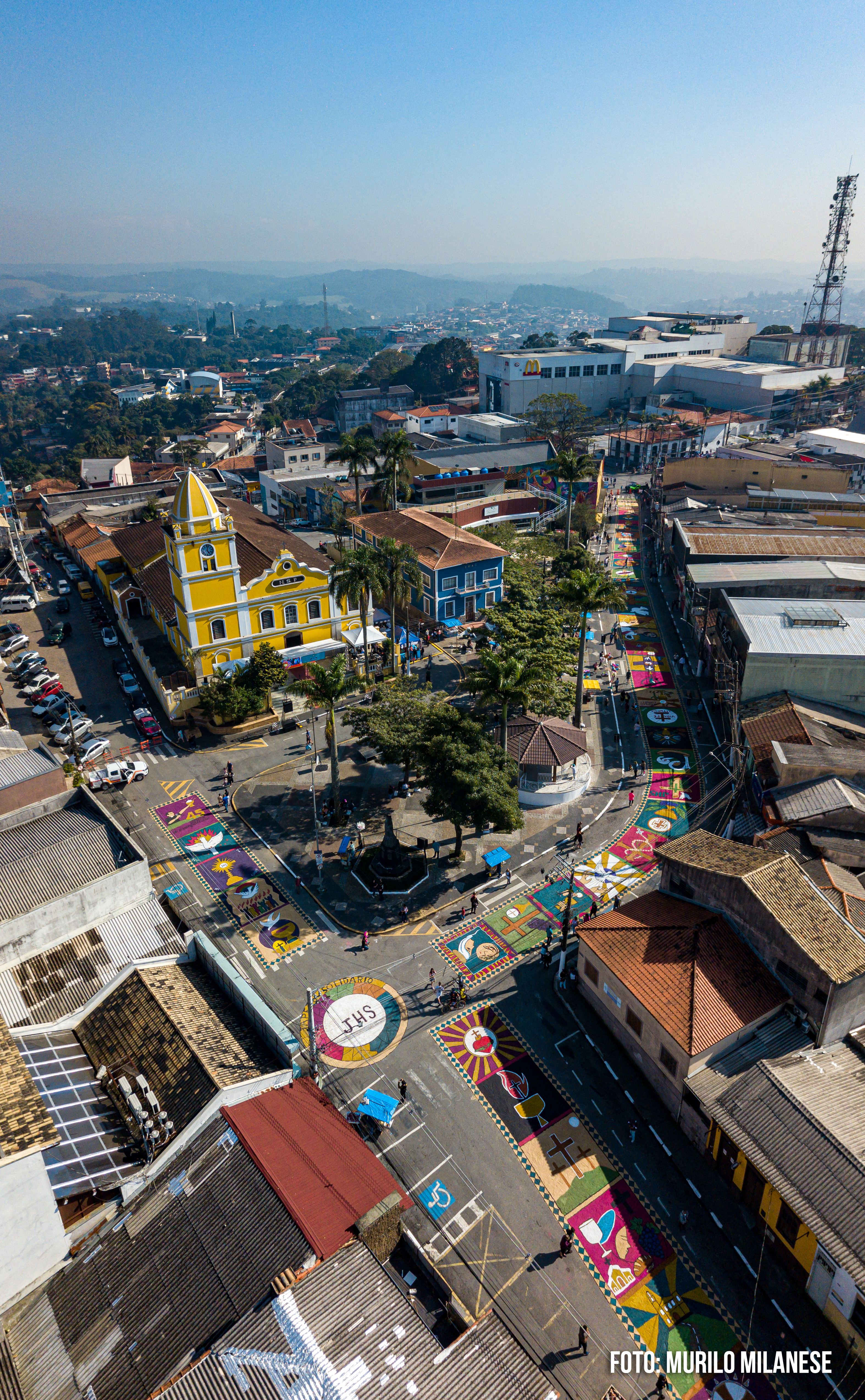
Corpus Christi.

O Cristianismo se faz presente na cidade da seguinte forma:

### Igreja Católica
- A igreja faz parte da Diocese de Campo Limpo.[19]

### Igrejas Evangélicas
- Assembleia de Deus Ministério do Belém.[20][21]
- Congregação Cristã no Brasil.[22]